# غو شينوميا
غو شينوميا (四宮豪 شينوميا غو) هو مؤدي أصوات ياباني ولد في 6 يونيو 1975 في محافظة كيوتو.

## أدواره في الأنمي

### مسلسلات أنمي تلفزيونية
- هاياتي نو غوتوكو! - كوتتسو سيغاوا
- أبطال الكرة - فؤاد
- لاينباريل الحديدي - هيدياكي ياجيما
- أرشيف دانتاليان - الأستاذ
- يورمنغاند - ماو
- يورمنغاند PERFECT ORDER - ماو
- هجوم العمالقة - غوستاف
- كيل لا كيل - شيرو بياكو
- التلميذ المتخلف في ثانوية السحر - ميدوري ساواكي
- تنجن توبا جورين لاجان - جورغان
- سورد آرت أونلاين II - ياميكازي

### أفلام أنمي
- تنجن توبا جورين لاجان: فصل جورين - جورغان

## أدواره في ألعاب الفيديو
- غرافيتي راش - سيد

## أدواره في الدبلجة اليابانية
- المضيف - جاريد هاو

## وصلات خارجية
- غو شينوميا على موقع IMDb (الإنجليزية)
- غو شينوميا على موقع قاعدة بيانات الفيلم (الإنجليزية)
- غو شينوميا على موقع كينوبويسك (الروسية)
- غو شينوميا على موقع ANN person (الإنجليزية)